# Daicon Opening Animations
Daicon III та IV Opening Animations — це дві 8-мм аніме-короткометражки, зняті для з'їздів Nihon SF Taikai у 1981 та 1983 відповідно. Були створені групою мультиплікаторів-аматорів, відомих як Daicon Film, які згодом створили анімаційну студію Gainax. Короткометражки відомі своєю незвичною для аматорських робіт високою якістю, численними відсилками на культуру отаку, а також несанкціонованим використанням костюма зайчика Playboy. Використання пісень Runaway Білла Конті (з саундтреку до фільму про Джеймса Бонда 1981 року «Тільки для ваших очей»), а також Twilight і Hold On Tight англійської рок-групи Electric Light Orchestra також було несанкціонованим.
Над Daicon III працювали Анно Хідеакі, Ямага Хіроюкі і Акаї Такамі, а над Daicon IV — дванадцять осіб, серед яких Ямага був режисером, а Анно і Акаї — керівниками анімації. Виробництво Daicon III призвело до боргів, які були погашені за рахунок продажу відеокасет і 8-міліметрових котушок, а подальші прибутки пішли на виробництво Daicon IV. У 2001 році аніме-журнал Animage поставив анімацію Daicon на 35 місце у списку «100 найкращих аніме всіх часів».

## Сюжет

### Daicon III Opening Animation
Корабель Jet VTOL Наукового патруля з серії Ultraman спускається на Землю. За ним з-за дерева спостерігає школярка. Науковий патруль пропонує дівчинці склянку води і просить її полити нею редьку сорту дайкон. Дівчинка віддає честь і починає бігти, але швидко стикається з неприємностями: її шлях перегороджує Панк-Дракон. Він викликає меху з Starship Troopers, і вони починають битву з дівчиною. Дівчинка відкидає меха вбік, але з-під землі піднімається кайдзю. Використовуючи захований у рюкзаку реактивний прискорювач, дівчинка злітає в небо і ухиляється від атаки кайдзю, а меха летить за нею. Вони продовжують битву в повітрі. Від удару мехи дівчинка падає, наражаючи на небезпеку склянку з водою. В останню мить вона бачить Науковий патруль та приходить до тями і хапає склянку, перш ніж вона розіб'ється об землю.
Поновлюючи битву з мехою, вона ловить одну з його ракет і жбурляє її назад, спричиняючи потужний вибух. Зруйнована меха запускає ракету, викликаючи Ґодзіллу з символом Ідеона. Потім дівчину переслідують Кінг Гідора та Ґамера під пісню Runaway Білла Конті. На задньому плані з'являються зоряний крейсер класу «Венатор», винищувач TIE та марсіанські бойові машини з фільму Війна світів 1953 року. Зазирнувши в рюкзак, дівчинка дістає бамбукову лінійку, яка чарівним чином перетворюється на світловий меч. Розрізавши навпіл Чужого Балтана з Ultraman, дівчинка запускає з рюкзака низку міні-ракет. Від попадання ракети загоряється танк із серії «Годзілла». Підводний човен Атрагон розламується надвоє, а зорельоти Ямато і USS Enterprise, винищувач X-wing і Даймаджин вибухають у повному хаосі.
Дівчинка виливає склянку води на всохлу дайкон, закопану у землю. Дайкон вбирає воду і перетворюється на космічний корабель «Дайкон». Осяяна світлом і одягнена у військово-морську форму, дівчинка піднімається на борт корабля, де за штурвалом сидять продюсери фільму Окада Тошіо і Такеда Ясухіро. Коли люки закриваються, Дайкон вирушає в далекі простори всесвіту.

### Daicon IV Opening Animation
Daicon IV Opening Animation починається зі скороченого 90-секундного переказу Daicon III Opening Animation під композицію Noah's Ark Кітаро з альбому Silver Cloud. Після цього звучить Prologue групи Electric Light Orchestra, а текст пісні з'являється на тлі зірок та обрисів космічного корабля «Дайкон». Сам фільм починається з того, що Prologue переходить у Twilight, пісню, яка є наступною у альбомі Time.
Дівчинка з попередньої анімації тепер доросла і вдягнута в костюм зайчика. Вона відбивається від безлічі фантастичних монстрів і мобільних воїнів, а потім стрибає в натовп інопланетян і відкидає їх убік. Згодом вона б'ється на світлових мечах з Дартом Вейдером, при цьому на задньому плані сидять штурмовики, а в одному з кутів зображена Зірка Смерті. З вершини скелі ксеноморф зі штучними ногами (відсилка до монстрів з Dai Sentai Goggle V, які, коли виростають гігантськими, мають такі ж металеві ноги), озброєний Discovery One, збиває дівчину з ніг енергетичним вибухом, а робот Dynaman намагається розчавити її. Дівчина з надлюдською силою відкидає робота від себе — він розбивається об скелю. Несподівано в небі з'являється Чорний Меч, дівчина стрибає на нього і катається на ньому, як на дошці для серфінгу, в повітрі. Показано кілька сцен, не пов'язаних з основним сюжетом, наприклад, Йода в ролі Yū Ida виконує японську комедійну рутину з різними персонажами в залі. Дівчина все ще літає на мечі, поки не натрапляє на стрій «Ультрахоків-1». Потім з'являються космічні кораблі Ямато і Аркадія, прикріплені до трансформованого SDF-1 Macross, а також винищувач VF-1 Valkyrie з Макросс, озброєний світловою шаблею в стилі Gundam. Повітряна битва розгортається в кав'ярні отаку. Потім дівчина потрапляє у світ, наповнений супергероями з американських коміксів. Повз неї пролітають безліч машин і персонажів (з Володаря перснів, Конана, Нарнії, Перна тощо), серед яких клінгонський бойовий космічний корабель, місячний корабель з «Перші люди на Місяці» Герберта Веллса, Тисячолітній сокіл, лорд Джексом і громові птахи. Повернувшись на землю, дівчина зістрибує з меча, і він розділюється на сім частин, які летять у небі, випускаючи дим семи кольорів. Далі показується ряд відомих космічних кораблів, що врізаються один в одного. Раптом над безлюдним містом вибухає «те, що можна описати лише як атомна бомба», залишаючи по собі шквал пелюсток сакури. Послідовні потрясіння Землі народжують нові світи. Коли промінь, запущений Дайконом, перетинає небо, проростає пишна зелень. Потім камера показує величезний натовп вигаданих персонажів, схід Сонця, далі вона збільшує масштаб до Сонячної системи, і фільм завершується зображенням логотипу Daicon.
Потім за кадром демонструється короткий кліп (під іншу пісню Electric Light Orchestra — Hold On Tight), в якому показуються дизайн персонажів, розкадровки, ранню чорнову анімацію, фони, анімацію ефектів та готовий монтаж. Фільм закінчується тим, що головна героїня кланяється глядачам, коли на екрані відображається «The End».

## Виробництво
Спочатку короткометражки планували знімати на 16-міліметрову плівку, але обидві були зняті на 8-міліметрову і завершені лише вранці напередодні дебюту. Щоб погасити борги продакшну були продані відеокопії анімації. Лоуренс Енг назвав це першою OVA перед серією Dallos.

### Daicon III
У 1981 році на 20-му з'їзді Nihon SF Taikai (який отримав назву «Daicon III», бо проводився втретє в Осаці) була показана ця 8-міліметрова анімація. З'їзди Nihon SF зазвичай організовують студенти університетів, що знаходяться поблизу місця проведення. Daicon III також був організований такими студентами, в їх числі були Окада Тошіо і Такеда Ясухіро. На прохання Окади і Такеди анімацію створили Анно Хідеакі, Ямага Хіроюкі і Акаї Такамі, які на той час були студентами Університету мистецтв Осаки. Анно та його команда не були в ентузіазмі, але Ямага взяв на себе ініціативу просувати проект. У своїх нотатках Такеда пояснює, що Анно мав досвід роботи з паперовою анімацією, але ніколи не працював з анімаційними клітинками. Оскільки у них не було професійних навичок, вони звернулися до професійних анімаційних студій, щоб навчитися необхідній техніці, а щоб зменшити витрати, спробували використати недорогий промисловий целулоїд, який зазвичай не використовується. Їх направили до мережі магазинів для любителів аніме Animepolis Pero, але там вартість целулоїду для них була занадто висока, тому вони купили один целулоїд і відвезли його до виробника вінілу на сході Осаки, де придбали рулон за 2000 йен. Після вирізання та підготовки вінілових клітин вони виявили, що пофарбовані клітини злипаються, якщо їх складати у стопку, а суха фарба відшаровується. Щоб зменшити витрати, вони виготовили власний кран для пробивання отворів в анімаційному папері B5, який використовувався у виробництві.
Робота проводилася в порожній кімнаті будинку Окади, де також вівся їхній бізнес. Анно, Акаї та Ямага працювали над виробництвом повний робочий день, режисура була непрофесійною, але Такеда назвав Окаду продюсером, а Ямагу — режисером, Акаї — мультиплікатором персонажів, а Анно — мультиплікатором мехів. Такеда також згадував, що були й інші люди, які були залучені до промальовування клітин або малювання клітин за необхідності, але все ж таки приписує Ямазі, Акаї та Анно безпосередню роботу над створенням фільму. Зйомки проводилися камерою на штативі, а кадри вказував Анно, оскільки у виробництві не було хронометражу.
Тедзука Осаму не бачив цю анімацію на самому з'їзді Daicon III, але пізніше того ж вечора йому показали його Акаї та Ямага. Після перегляду фільму Тедзука зауважив: «Ну, у фільмі, безумовно, було багато персонажів. … Але були й такі, яких у фільмі не було». Пізніше Акаї і Ямага зрозуміли, що Тедзука мав на увазі своїх персонажів, згодом вони були використані в анімації Daicon IV. За словами Окади Тошіо, тема води у фільмі уособлює «можливість», а Лоуренс Енг, дослідник отаку, описує цю тему як «…найкраще використання своїх можливостей у боротьбі з тими, хто намагається вкрасти цю можливість».
Команда мультиплікаторів, яка зібралася на з'їзді SF, мала розпуститися після закінчення Daicon III. Однак вони пошкодували, що втратять досвід і навички командної роботи, які здобули під час проведення заходу, і розпочали незалежний проект, щоб виховати добре підготовлений персонал з метою проведення наступного Nihon SF. Тому була створена компанія Daicon Film. Окада продавав товари Daicon Film у своїй крамниці General Products. Таким чином він продав понад 3000 відеозаписів вартістю понад 10 000 єн. Прибутки були використані для оплати виробництва наступного фільму. Далі Daicon Film випустила 8-міліметрові фільми токусацу Aikoku Sentai Dai Nippon, Kaiketsu Noutenki та Kaettekita Ultraman. Ці фільми, а також анімація Daicon III Opening Animation були широко представлені в аніме-журналі Animec, і Daicon Film поступово здобувала визнання.

### Daicon IV
У 1983 році Nihon SF Taikai знову мав відбутися в Осаці, і це був уже четвертий з'їзд SF в Осаці під назвою Daicon IV. Виконавчий комітет Daicon IV і Daicon Film, організатор Daicon IV, були практично однією організацією.
Спочатку передбачалося, що Daicon IV триватиме п'ятнадцять хвилин, але складність виробництва призвела до скорочення тривалості. До виробництва фільму офіційно була залучена група з дванадцяти осіб. Режисером-постановником виступив Ямага, а режисерами анімації — Анно та Акаї. Художником обкладинки був Саегуса Тору, а анімацію робили Садамото Йошіюкі, Маеда Махіро та Кійозумі Норіфумі. До співпраці також долучилися професійні мультиплікатори з анімаційної компанії Artland, зокрема Ітано Ічіро, Хірано Тошікі, Какіноучі Нарумі, Морікава Садамі та Міятаке Казутака. Анно та Ямага були запрошені до Токіо групою з планування наукової фантастики студії Nue, яка звернула увагу на якість вступної анімації Daicon III, і познайомила їх з Artland, що привело їх до команди телевізійної анімації Супервимірна фортеця Макросс, яку вони продюсували. Їхня діяльність у Токіо стала сходинкою до їхньої подальшої професійної кар'єри. Крім того, друг Акаї з рідного міста Маеда та Садамото, старший товариш Маеди по університету, приєдналися до Daicon Film.
Виробництво Daicon IV відбувалося у студії в будівлі під назвою Hosei Kaikan, що належала текстильній профспілці. Такеда визначив її як «анімешний потогінний цех», будівля зачинялася о 21:00, більшість персоналу зачинялася всередині і працювала всю ніч без кондиціонера. Пізніше, у 1984 році, Daicon Film зняла фільм токусацу Yamata no Orochi no Gyakushū на 16-міліметрову плівку, що на той час було рідкістю для незалежного кіно. Цей фільм було продано компанії Bandai у 1985 році. Наприкінці 1984 року, разом із проектом Royal Space Force: The Wings of Honnêamise, Daicon Film було розпущено і засновано нову компанію Gainax. Розвиток від Daicon Film до заснування Gainax можна простежити у деталях виробництва Wings of Honnêamise, які в той час ексклюзивно публікувалися в щомісячному журналі Model Graphix.

## Випуск
Про Daicon III написали в журналі Animec, що призвело до запитів на публічний показ фільму. Щоб погасити борги за виробництво фільму, було прийнято рішення продавати 8-міліметрові касети з фільмом. До релізу були додані додаткові оригінальні ілюстрації та розкадровки.  Продаж дозволив сплатити борги, а прибуток був використаний для виробництва Daicon IV.
Через проблеми з авторськими правами офіційний реліз анімації виявився неможливим. Для американського релізу фільму було відмовлено у правах на використання костюма кролика Playboy, а права на музику Білла Конті та Electric Light Orchestra не шукали. Проте, в Япопії був неофіційно випущений Laserdisc з короткометражками Daicon III та IV як бонусний матеріал до артбуку з анімаціями вартістю 16 000 єн. Цей лазерний диск вважається рідкісним і дуже цінним серед колекціонерів, його ціна на онлайн-аукціонах може перевищувати тисячу доларів.

## Спадщина
З моменту виходу короткометражок на них неодноразово посилалися в японських медіа-продукціях, особливо тих, що зосереджені на культурі отаку. Персонажі з анімації з'являються у OVA Otaku no Video 1991 року. Початковий епізод японського телесеріалу Train Man 2005 року використовує тему Electric Light Orchestra та головну героїню з Daicon IV. У п'ятому епізоді аніме FLCL під назвою «Крихка куля» Харуко, одягнена в костюм червоного кролика, літає на бас-гітарі і кричить «Дайкон V!» перед тим, як атакувати гігантського робота з рогаткою. Починаючи з 2008 року, конкурс AMV від Otakon відкривається відео, яке включає вирізки з Daicon IV (за винятком 2017 року).
На фестивалі Fanimecon Ямага сказав: «[Ці анімації — це] джерело гордості і те, що хочеться задушити». Акаї заявив: «Я не хочу їх бачити ще довго. Одна лише думка про них викликає у мене мурашки по спині». Лоуренс Енг заявив, що без анімацій Daicon компанія Gainax, можливо, ніколи б не існувала. У 2001 році аніме-журнал Animage поставив анімацію Daicon на 35-е місце серед «100 найкращих аніме усіх часів і народів». У серпні 2023 року на Wonder Festival була представлена спеціальна виставка, присвячена 40-річчю Daicon IV.

### Daicon 33
Новий проект Gainax під назвою DAICON FILM 33 був анонсований 8 січня 2014 року до 33-ї річниці Daicon Film. В основі нього лежить «відродження DAICON FILM» і він включає в себе випуск декількох товарів, натхненних оригінальними фільмами початку вісімдесятих років. На офіційному сайті проекту розпочався прийом попередніх замовлень на першу лінійку пам'ятних товарів. Акаї Такамі намалював нову ілюстрацію Daicon Bunny Girl. Вона була розміщена на головній сторінці офіційного сайту Gainax.

### Реставрація Daicon III
У 2021 році Daicon Film відродилася, щоб створити ремастер Daicon III, до неї долучився невстановлений учасник оригінальної команди короткометражки. Першою про це повідомила група фанатів Kineko Video (тоді відома як FemboyFilms), яка раніше отримала попередження за власну спробу реставрації короткометражки з 8-міліметрової копії. Оголошення було зроблено з дозволу Daicon Film.